# 卡拉萬 (蘇梅區)
50°36′23″N 34°42′40″E / 50.60639°N 34.71111°E
卡拉萬（烏克蘭語：Караван）是位於烏克蘭東北部的村莊，由蘇梅州蘇梅區的列别金市镇負責管轄。該村分別距離瑟特尼基1.5公里和雷夫基2.5公里，海拔高度168米，2001年人口48。